# Танасије Динић
Танасије Динић (Ниш, 14. април 1890 — Београд, 17. јул 1946) био је резервни пуковник Југословенске краљевске војске, политичар, народни посланик на листи Југословенске националне странке и колаборациониста у Другом светском рату. Од 1939. ступио је у контакт са немачком обавештајном службом. Био је генералштабни пуковник у Априлском рату. Као обавештајни официр командовао је 312. пуком и већ 13. априла издао је наређење пуку да положи оружје пред Немцима. После повратка у Београд ступио је везу са немачким окупационим властима. Од 1942. до 1943. био је министар унутрашњих послова у Влади народног спаса, а касније га је Милан Недић именовао за министра социјалне политике и народног здравља. У септембру 1944. године међу првима из Недићевог кабинета повукао се у Немачку, где је у Остмарки сачекао долазак остатка кабинета. Након интернације суђено му је на Београдском процесу и проглашен је кривим за колаборацију са Немцима и ратне злочине.

## Биографија
Динић је завршио Војну академију у Београду 1912. године. Одликован је за храброст показану у Балканским ратовима и у Првом светском рату.
После Првог светског рата радио је у обавештајном одељењу Генералштаба. После обарања земљорадничке владе Александра Стамболијског 9. јуна 1923. па до око 1930—32. године био је на положају специјалног опуномоћеног генералштабног официра у гарнизону у Цариброду. Динић је имао задатак да на граници организује и спроводи пропаганду против Бугарске. Његов специјални задатак се састојао у томе да организује бугарске политичке емигранте који су уточиште потражили у Краљевини СХС. Помагао је бугарске комунистичке устанике током и након Септембарског устанка. После слома устанка организова је прихват Георгија Димитрова и Васила Коларова. Долазећи повремено у Београд одлазио је на реферисање краљу Александру, за чији је рачун учествовао у припремању атентата на бугарског краља Бориса. Бугари су Динића сумњичили да је помагао у организацији атентата који су бугарски комунисти извршили на краља Бориса 14. априла 1925. у Арабаконаку и бомбашког напада у Цркви Свете Недеље у Софији два дана касније.
Средином двадесетих година је био војни аташе у Тирани. Међутим, Александар и Борис су се помирили, а Динић је 1934. пензионисан у чину пуковника по властитој жељи.
Динић се почео бавити политиком и на изборима 1935. године изабран је за народног посланика на листи Југословенске националне странке Богољуба Јевтића. После покушаја убиства председника владе Милана Стојадиновића у Народној скупштини 6. марта 1936. који је покушао да изврши народни посланик Дамјан Арнаутовић, Динић је оптужен да је умешан у заверу. Динић се бранио да је на дан атентата био у Брну, код своје познанице, која је била секретарица чехословачког премијера Милана Хоџе. Динић се ту састао са агентима француске обавештајне службе. Француска је покушавала да брани послератни версајски систем сада угрожен доласком нациста на власт у Немачкој и Динић је у то време вероватно радио за француску, а можда и британску обавештајну службу против Стојадиновићеве германофилске политике. Ипак, Милан Аћимовић, Стојадиновићев човек од поверења, је средином 1937. посетио Динића у Прагу да ли би се вратио у земљу и понашао лојално према Стојадиновићу. Динић је прихватио понуду и 1938. се поново се појавио у Народној скупштини као Стојадиновићев присталице. Стојадиновић је чак почетком 1939. Динићу понудио место у влади. Динић је као услов поставио спровођење мера којима се у Југославији увео режим попут оних у Италији и Немачкој, међутим, у фебруару 1939. кнез Павле Карађорђевић је сменио Стојадиновића и за новог председника владе поставио Драгишу Цветковића.

### Други светски рат
Динић је пре приступања Југославије Тројном пакту ступио у контакт са агентом Гестапоа у Југославији Карлом Краусом. Подржавао је приступање Југославије Тројном пакту.
Пред Априлски рат је поново активиран у Југословенској војсци и постављен за команданта 312. резервног пука који је требало да брани границу према Бугарској. Динић је 13. априла 1941. распустио свој пук и предао се Немцима. Немци су му дозволили слободу кретања и аутомобилом одвезли из Ниша у Београд. После образовања Комесарске управе крајем априла постао је помоћник комесара унутрашњих послова Милана Аћимовића. Динић је по налогу Немаца организовао и водио истрагу о одговорности за војни пуч од 27. марта 1941. Трећи рајх је користио рад ове комисије у пропагандне сврхе, настојећи да оптужи краљевску владу и Душана Симовића због закључења уговора са Совјетским Савезом. Истог дана када је Немачка напала СССР, Динић је заједно са Аћимовићем и Драгим Јовановићем присуствовао састанку са окупационим властима код војноуправног команданта Србије Лудвига фон Шредера на на ком је донесена одлука да се превентивно ухапсе познати комунисти у Београду.
Динић је после реконструкције Комесарске управе 10. јула 1941. постао заменик комесара унутрашњих послова. Био је одговоран за спровођење уредбе Комесарске управе отпуштању из службе „национално непоузданих“ особа. По сопственом признању, укупно је из службе отпуштено око 10.000 особа, док су особе сумњичене да су комунисти или њихови симпатизери одвођени у Бањички логор. Динић је један од потписника Апела српском народу. После образовања Владе народног спаса Милана Недића, Динић је постављен за подминистра задуженог за реорганизацију владине управе и проблеме особља. Поред тога што је био жестоки противник партизана, Динић је био и противник четника Драгољуба Михаиловића. Како их је Аћимовић помагао и због тога дошао у немилост Немаца и Недића, након реконструкције владе октобра 1942, Динић је наследио Аћимовића на месту министра унутрашњих послова.
Именовање Динића за место министра унутрашњих послова изазвало је огорчење код Бугара због Динићевих ранијих активности. Краљ Борис је затражио лично од Адолфа Хитлера да се Динић смени. Због тога је шеф Гестапоа Хајнрих Милер послао шефу Полиције безбедности и Службе безбедности у Београду Емануелу Шеферу захтев да се Динић ухапси. Шефер, чијом заслугом је Динић и постављен за министра унутрашњих послова је одбио да изврши ово наређење.
Динић је као министар унутрашњих послова имао ограничена овлашћења, пошто су Српска државна стража и Специјална полиција биле у саставу Српске државне безбедности, на чијем челу је био Драги Јовановић и коју је контролисао Аугуст Мајснер. Динић је тражио да се служба безбедности пренесе у надлежност министарства унутрашњих послова. Због тога се често обраћао немачким представницима без Недићевог знања, критикујући Јовановића, па и Недића да не раде по немачким инструкцијама и дајући предлоге да се ојачају колаборационистичке мере. Због тога је Недић са неповерењем гледао на Динића. Сукоб у Недићевој влади био је око питања ко ће путовати са Недићем на планирани сусрет са Хитлером и фон Рибентропом. У игри су били Динић, Јовановић и Велибор Јонић. Сукоб између Динића и Јовановића је решен у Јовановићеву корист. Динића је Недић новембра 1943. сменио са места министра унутрашњих послова и именовао за министра социјалне политике.
Промена ратне среће и све веће опасност од продора главнине партизанских снага из Босне у Србију, као и немачки порази на другим фронтовима, нарочито на Источном утицали су на Динића да ублажи свој став према Михаиловићу и да се залаже за обједињавање четника, недићеваца и љотићеваца у јединствени национални фронт. Међутим, Динић није учествовао у преговорима са Михаиловићем. Страхујући за свој живот, затражио је од Шефера дозволу да лечи камен у желуцу у Карловим Варима. Из Београда је отпутовао 15. јуна 1944. и свој боравак у продужавао све до 31. јула. Од Шефера је затражио да га 3. августа доведу аутомобилом из Новог Сада у Београд. У Србији је у току време била битка за Србију, а јединице Црвене армије су 6. септембра стигле на југословенску-румунску границу на Дунаву. Динић је истог дана побегао из Београда у Беч првим транспортом који су организовале Немци и домаћи колаборационисти, заједно са још неким истакнутим колаборационистима и немачким симпатизерима (Мирославом Спалајковићем, Александром Цинцар-Марковићем, братом и супругом Милана Стојадиновића и другима).
У Бечу се Динић одвојио од других српских колаборациониста и отишао у Берлин. У Берлину је преговарао са шефом РСХА Ернстом Калтенбрунером о даљим покушајима обједињавања свих српских националистичких снага против партизана.

### Суђење
Динића су 9. јануара у његовом стану у Салцбургу ухапсили припадници америчке војне полиције. Изручен је авионом у Београд 26. јануара из америчког војног затвора у Тулну поред Беча. Саслушавање Динића је почело 3. марта. Суђено му је на истом процесу са Михаиловићем и Јовановићем. Динић је 15. јула осуђен на казну смрти стрељањем због издаје земље, колаборацију са Немцима, узимање талаца и прогоне и отпуштања из државне службе особа које су оцењене као непоуздане. Стрељан је 17. јула.